# Bob de Voogd
Bob de Voogd (Helmond, 16 september 1988) is een Nederlands hockeyer die uitkomt voor Hockeyclub Oranje-Rood en het Nederlands elftal. In 2015 beleefde De Voogd zijn succesvolste seizoen tot nu toe, waarin hij landskampioen werd en de Euro Hockey League won met zijn club, en met het Nederlands Elftal Europees kampioen werd.
De Voogd, een middenvelder/aanvaller, speelde eerder voor HC Helmond en HC 's-Hertogenbosch. Met zijn club Oranje Zwart werd De Voogd in het seizoen 2013-2014 landskampioen. In het seizoen 2014-2015 pakte hij met OZ de dubbel, het landskampioenschap en de EuroHockeyLeague. In het winnen van de EuroHockeyLeague speelde De Voogd een belangrijke rol door het scoren van drie shoot-outs in de beslissende finale. Bij de play-offs voor het landskampioenschap scoorde De Voogd beide doelpunten in de eerste wedstrijd in een 2-1 gewonnen wedstrijd tegen Kampong. Ook in 2016 werd De Voogd met zijn club Oranje Zwart landskampioen. Vanaf het seizoen 2016-2017 gaat Oranje Zwart samen met EMHC gefuseerd verder tot Oranje Rood. Hij tekent een contract voor vier jaar, tot 2020.
De Voogd won met het Nederlands elftal olympisch zilver op de spelen van London 2012. Voor het WK in 2014, in eigen land, werd hij niet geselecteerd. In het seizoen erna trok De Voogd zijn eigen plan, en verspeelde daarmee zijn uitverkiezing voor het Nederlands Elftal voor de Champions Trophy door in de Hockey India League te gaan spelen. Direct ná de Champions Trophy nam bondscoach Max Caldas hem weer op in de selectie. In 2015 werd in Londen hij Europees Kampioen met de Nederlandse heren.
Hij nam ook deel aan de Olympische Spelen van 2016, waar hij met het Nederlands team een 4e plaats behaalde.

## Erelijst Clubs
| Jaar | Competitie                       | Resultaat                     |
| ---- | -------------------------------- | ----------------------------- |
| 2013 | Hoofdklasse hockey heren 2012/13 | verliezend finalist play-offs |
| 2014 | Hoofdklasse hockey heren 2013/14 | Landskampioen                 |
| 2015 | Hoofdklasse hockey heren 2014/15 | Landskampioen                 |
| 2016 | Hoofdklasse hockey heren 2015/16 | Landskampioen                 |

| Jaar | Toernooi           | Plaats                 | Resultaat |
| ---- | ------------------ | ---------------------- | --------- |
| 2014 | Euro Hockey League | Eindhoven, Nederland   | Zilver    |
| 2015 | Euro Hockey League | Bloemendaal, Nederland | Goud      |

## Erelijst Nationale Ploeg
| Jaar | Toernooi               | Plaats           | Resultaat |
| ---- | ---------------------- | ---------------- | --------- |
| 2012 | Olympische Zomerspelen | Londen, Engeland | Zilver    |
| 2015 | Europees kampioenschap | Londen, Engeland | Goud      |